# Robson Ponte
Robson Ponte (sinh ngày 6 tháng 11 năm 1976) là một cầu thủ bóng đá người Brasil.

## Sự nghiệp câu lạc bộ
Robson Ponte đã từng chơi cho Urawa Reds.